# Bill Cosby (Fernsehserie)
Bill Cosby (Originaltitel: The Bill Cosby Show) ist eine US-amerikanische Sitcom, die von 1969 bis 1971 auf dem Sender NBC ausgestrahlt wurde. Die Serie umfasst insgesamt 52 Folgen in zwei Staffeln. Im Jahr 1972 wurden dreizehn Folgen im ZDF ausgestrahlt, die ab 1985 mehrfach von anderen Sendern wiederholt wurden. Weitere Episoden wurden bisher nicht synchronisiert.

## Inhalt
Die Serie handelt von dem Highschool-Sportlehrer Chet Kincaid und spielt in Los Angeles. Mitspielende Angehörige sind seine Mutter Rose, sein Bruder Brian und eine Schwägerin namens Verna. Weitere Nebenrollen sind Direktor Langford und Psychologin Marsha Peterson.